# La Nativité (Le Greco)
La Nativité est une peinture à l'huile sur toile (tondo de 128 cm de diamètre) réalisée par  Le Greco de 1603-1605 illustrant la Nativité de Jésus. C'est l'une des cinq toiles commandées pour la chapelle majeure de l'hôpital Notre-Dame-de-la-Charité d'Illescas dans la province de Tolède. Quatre des toiles se trouvent désormais à l'hôpital d'Illescas : ce sont L'Annonciation, La Nativité, Le Couronnement de la Vierge et La Vierge de Charité. La cinquième, Le Mariage de la Vierge, est exposée à Bucarest au musée national d'Art de Roumanie.

## Description
Cette composition reprend le groupe central de L'Adoration des bergers du retable du collège de l'Incarnation de Madrid, dit de Doña María de Aragón, omettant les bergers et convertissant la scène dans un format circulaire.
Le Greco dépeint une scène ténébriste rompue seulement par la lumière qui émane de la figure de l'Enfant Jésus, posé sur un linge luminescent. Le peintre cherche à représenter ainsi le moment où le monde vient à connaître la lumière divine devant le conduire sur la voie du Salut. Marie et Joseph sont agenouillés de chaque côté, éclairés par la lumière émanant de l'Enfant Jésus. La tête énorme du bœuf au premier plan est peinte ainsi pour être vue d'en bas.